# Convento de los Franciscanos (Cocentaina)
El convento de los Franciscanos de Cocentaina (Provincia de Alicante, España) se encuentra en una colina arbolada, en la parte alta de la villa. Fue construido en el lugar donde existía una ermita gótica del siglo XIV dedicada a San Sebastián. El actual convento se empezó a construir a partir de 1561, si bien cuenta con reformas y añadidos del siglo XVIII y XX.
Cuenta con un claustro con bóvedas y arcos de medio punto de ladrillo cara vista con veinte lunetos pintados al fresco del siglo XVIII, que representan la vida del seráfico padre San Francisco. En la cúpula del trasagrario existen otros lunetos pintados al fresco del siglo XVIII. También contiene una tribuna de los condes de Cocentaina, el Pórtico de Entrada, los azulejos del siglo XVIII del refectorio y una tabla pintada del siglo XVI por el gran pintor contestano Nicolás Borrás que representa la Sagrada Familia.
La iglesia tiene tres tramos y coro alto a los pies. Cuenta con adornos barrocos en los arcos torales, presbiterio con bóveda vaída, sin cúpula y capillas entre contrafuertes con pequeños huecos de comunicación entre ellas, donde destacan los tonos grises, blancos y dorados sobre pinturas al fresco más antiguas. En el trasaltar se observan también frescos barrocos de carácter popular.
En un lateral se encuentra la capilla de la Comunión, con planta de cruz casi griega, cúpula vaída y ventanas laterales.
En la plaza exterior existe una cruz gótica de piedra ricamente ornamentada.